# Mircea Scarlat
Mircea Scarlat (10 aprilie 1951 Cervenia, Teleorman – 18 decembrie 1987) a fost un critic literar român.

## Scrieri

### Creații antume
- Introducere în opera lui Miron Costin, București, editura Minerva, 1976
- Ion Barbu – Poezie și deziderat, București, Editura Albatros, 1981
- Istoria poeziei românești, volumul I, București, Editura Minerva 1982 - (Premiul Asociației Scriitorilor din București)
- Istoria poeziei românești, volumul II, București, Editura Minerva, 1984
- Introducere în opera lui Cezar Bolliac, editura Minerva, 1985
- Istoria poeziei românești, volumul III, Editura Minerva, 1986
- George Bacovia – nuanțări, Editura Cartea Romanească, 1987

### Creații apărute postum
- Istoria poeziei românești, volumul IV, cu un "Argument" al criticului Nicolae Manolescu, Editura Minerva, 1990
- Posteritatea lui Creangă, cu o prefață de Nicolae Manolescu, București, Editura Cartea Românească, 1990
- Un romantic întârziat, roman apărut cu sprijinul Centrului de conservare și Valorificare a Tradiției și Creației Populare Teleorman, Director profesor Romulus Toma și Primăria Municipiului Alexandria, Editura Olimp 2002.

### Antologii
- Antologia Unirii 1918 - 1983, Poezie contemporană, București, editura Cartea Românească
- Poezie veche românească, antologie, postfață, bibliografie și glosar de Mircea Scarlat, București, Editura Minerva, 1985
- Climat poetic simbolist, antologie, prefață și note de Mircea Scarlat, București, Editura Minerva, 1987
- Dicționar al poeților români (până la 1800), apărut în "Almanahul literar" din 1988

### Texte critice
- Prefețe, postfețe, repere istorico-literare la ediții din Grigore Ureche (1983), Tudor Arghezi (1980), Cezar Bolliac (1983), Mihu Dragomir (1987) și George Călinescu (1988).
- Colaborări la majoritatea revistelor literare românești (peste 300 de articole).